# John Hutton Balfour
John Hutton Balfour (Edimburg, 15 de setembre de 1808 – 11 de febrer de 1884, Inverleith House, Edimburg) va ser un botànic escocès. Balfour va ser professor de botànica, primer a la Universitat de Glasgow el 1841, traslladant-se a la Universitat d'Edinburgh i passant a ser Regius Keeper del Reial Jardí Botànic d'Edinburgh i Botànic de Sa Majestat (Her Majesty's Botanist) a Escòcia el 1845. La germana de Balfour, Magdelene Balfour, es casà amb William A. F. Browne (1805–1885), un conegut reformador d'asils i frenòleg. El seu fill, Sir Isaac Bayley Balfour (1853–1922), també va ser botànic.
Balfour va estudiar a la St Andrews University i la Universitat d'Edinburgh. Es va doctorar en medicina el 1832. Va esdevenir un membre notori de la Plinian Society, on es va trobar amb William A.F. Browne. En el camp de la botànica Balfour va ser un dels promotors de la Botanical Society of Edinburgh el 1836 i el Botanical Club el 1838. El 1841 va ser nomenat professor de botànica a la Universitat de Glasgow. Políticament es va oposar i triomfar sobre Joseph Dalton Hooker (1817–1911), el qual estava estretament associat a Charles Darwin.
Balfour també es relacionà amb el botànic Hewett Cottrell Watson, que era frenòleg. Amb Balfour el Royal Botanic Garden d'Edinburgh s'enriquí amb un espai per les palmeres-, arboretum, i s'hi van construir locals per l'ensenyament.

## Publicacions destacades
- of Botany (1848)[2]
- Class Book of Botany (1852)
- Outlines of Botany (1854)
- Elements of Botany for Schools (1869)
- Botanist's Companion (1860)
- Introduction to Palaeontological Botany (1872)
- The Plants of Scripture.
- Article sobre botànica a la 8a edició de la Encyclopædia Britannica.

El pi de Califòrnia (California's foxtail pine) es diu Pinus balfouriana Balf. en el seu honor. L'actriu Tilda Swinton descendeix d'ell.
Signatura abreujada com a botànic:Balf.